# Campeonato Europeo de Voleibol Femenino de 2023
El XXXIII Campeonato Europeo de Voleibol Femenino se celebró conjuntamente en Bélgica, Alemania, Italia y Estonia entre el 15 de agosto y el 3 de septiembre de 2023 bajo la organización de la Confederación Europea de Voleibol (CEV) y las federaciones nacionales de las respectivas sedes.
Un total de 24 selecciones nacionales afiliadas a la CEV compitieron por el título de campeón europeo, cuyo anterior portador era el equipo de Italia, vencedor del Europeo de 2021. 
Los equipos de Rusia y Bielorrusia fueron excluidos de este campeonato debido a la invasión rusa de Ucrania.
La selección de Turquía se adjudicó la medalla de oro al derrotar en la final al equipo de Serbia con un marcador de 2-3. En el partido por el tercer puesto el conjunto de los Países Bajos venció al de Italia.

## Sedes
| Foto | Grupo          | Ciudad                   | Instalación                        | Capacidad |
| ---- | -------------- | ------------------------ | ---------------------------------- | --------- |
|      | A              | Gante · ( Bélgica)       | Topsporthal Vlaanderen             | 4500      |
|      | B              | Verona · ( Italia)       | Arena de Verona                    | 10 000    |
|      | B              | Monza · ( Italia)        | Arena de Monza                     | 6000      |
|      | B y Fase final | Turín · ( Italia)        | Palazzetto dello Sport Gianni Asti | 6000      |
|      | C              | Düsseldorf · ( Alemania) | Castello Düsseldorf                | 3160      |
|      | D              | Tallin ( Estonia)        | Unibet Arena                       | 4900      |
|      | Fase final     | Bruselas · ( Bélgica)    | Palais 12                          | 8600      |
|      | Fase final     | Florencia · ( Italia)    | Palazzo Wanny                      | 6000      |

Fuente: 

## Grupos
| Grupo A   | Grupo B              | Grupo C         | Grupo D      |
| --------- | -------------------- | --------------- | ------------ |
| Bélgica   | Italia               | Alemania        | Estonia      |
| Eslovenia | Rumanía              | Azerbaiyán      | Finlandia    |
| Serbia    | Bulgaria             | Turquía         | Países Bajos |
| Polonia   | Croacia              | República Checa | Francia      |
| Ucrania   | Bosnia y Herzegovina | Suecia          | Eslovaquia   |
| Hungría   | Suiza                | Grecia          | España       |

## Primera fase
- Todos los partidos en la hora local de Bélgica, Italia, Alemania (UTC+2) o Estonia (UTC+3).

Los cuatro equipos mejor clasificados de cada grupo pasan a los octavos de final.

### Grupo A
| Equipo    | Partidos | Partidos | Partidos |      | Sets | Sets | Sets   | Puntos | Puntos | Puntos |
| Equipo    | PJ       | PG       | PP       | Pts. | SG   | SP   | Ratio  | PG     | PP     | Ratio  |
| --------- | -------- | -------- | -------- | ---- | ---- | ---- | ------ | ------ | ------ | ------ |
| Serbia    | 5        | 5        | 0        | 15   | 15   | 2    | 7,500  | 414    | 285    | 1,453  |
| Polonia   | 5        | 4        | 1        | 12   | 13   | 5    | 2,600  | 422    | 362    | 1,166  |
| Ucrania   | 5        | 3        | 2        | 9    | 10   | 7    | 1,429  | 371    | 383    | 0,969  |
| Bélgica   | 5        | 2        | 3        | 6    | 6    | 10   | 0,600  | 355    | 370    | 0,960  |
| Eslovenia | 5        | 1        | 4        | 3    | 5    | 12   | 0,417  | 357    | 403    | 0,886  |
| Hungría   | 5        | 0        | 5        | 0    | 2    | 15   | 0,1333 | 302    | 418    | 0,722  |

- Resultados

| Fecha | Hora  | Partido¹  | Partido¹ | Partido¹  | Res.  | Set 1 | Set 2 | Set 3 | Set 4 | Set 5 | Total    |
| ----- | ----- | --------- | -------- | --------- | ----- | ----- | ----- | ----- | ----- | ----- | -------- |
| 17.08 | 20:00 | Hungría   | –        | Bélgica   | 0 – 3 | 16-25 | 15-25 | 19-25 | –     | –     | 50 – 75  |
| 18.08 | 17:00 | Serbia    | –        | Ucrania   | 3 – 0 | 25-14 | 25-19 | 25-16 | –     | –     | 75 – 49  |
| 18.08 | 20:00 | Eslovenia | –        | Polonia   | 0 – 3 | 19-25 | 14-25 | 19-25 | –     | –     | 52 – 75  |
| 19.08 | 17:00 | Ucrania   | –        | Hungría   | 3 – 0 | 25-17 | 26-24 | 25-17 | –     | –     | 76 – 58  |
| 19.08 | 20:00 | Eslovenia | –        | Bélgica   | 1 – 3 | 18-25 | 20-25 | 25-21 | 32-34 | –     | 95 – 105 |
| 20.08 | 17:00 | Serbia    | –        | Eslovenia | 3 – 0 | 25-20 | 25-11 | 25-15 | –     | –     | 75 – 46  |
| 20.08 | 20:00 | Hungría   | –        | Polonia   | 1 – 3 | 22-25 | 12-25 | 25-21 | 16-25 | –     | 75 – 96  |
| 21.08 | 17:00 | Polonia   | –        | Serbia    | 1 – 3 | 25-18 | 13-25 | 23-25 | 18-25 | –     | 79 – 93  |
| 21.08 | 20:00 | Bélgica   | –        | Ucrania   | 0 – 3 | 18-25 | 23-25 | 23-25 | –     | –     | 64 – 75  |
| 22.08 | 17:00 | Eslovenia | –        | Hungría   | 3 – 0 | 25-19 | 25-18 | 25-16 | –     | –     | 75 – 53  |
| 22.08 | 20:00 | Bélgica   | –        | Polonia   | 0 – 3 | 22-25 | 23-25 | 21-25 | –     | –     | 66 – 75  |
| 23.08 | 17:00 | Ucrania   | –        | Eslovenia | 3 – 1 | 19-25 | 25-23 | 26-24 | 25-17 | –     | 95 – 89  |
| 23.08 | 20:00 | Hungría   | –        | Serbia    | 1 – 3 | 25-21 | 12-25 | 14-25 | 15-25 | –     | 66 – 96  |
| 24.08 | 17:00 | Polonia   | –        | Ucrania   | 3 – 1 | 25-17 | 22-25 | 25-17 | 25-17 | –     | 97 – 76  |
| 24.08 | 20:00 | Serbia    | –        | Bélgica   | 3 – 0 | 25-13 | 25-13 | 25-19 | –     | –     | 75 – 45  |

- (¹) – Todos en Gante.

### Grupo B
| Equipo               | Partidos | Partidos | Partidos |      | Sets | Sets | Sets  | Puntos | Puntos | Puntos |
| Equipo               | PJ       | PG       | PP       | Pts. | SG   | SP   | Ratio | PG     | PP     | Ratio  |
| -------------------- | -------- | -------- | -------- | ---- | ---- | ---- | ----- | ------ | ------ | ------ |
| Italia               | 5        | 5        | 0        | 15   | 15   | 0    | MAX   | 375    | 261    | 1,437  |
| Bulgaria             | 5        | 4        | 1        | 11   | 12   | 8    | 1,500 | 440    | 424    | 1,038  |
| Rumanía              | 5        | 2        | 3        | 7    | 10   | 12   | 0,833 | 458    | 478    | 0,958  |
| Suiza                | 5        | 2        | 3        | 6    | 9    | 12   | 0,750 | 417    | 472    | 0,883  |
| Bosnia y Herzegovina | 5        | 2        | 3        | 5    | 9    | 13   | 0,692 | 456    | 463    | 0,985  |
| Croacia              | 5        | 0        | 5        | 1    | 5    | 15   | 0,333 | 420    | 468    | 0,897  |

- Resultados

| Fecha | Hora  | Partido¹             | Partido¹ | Partido¹             | Res.  | Set 1 | Set 2 | Set 3 | Set 4 | Set 5 | Total     |
| ----- | ----- | -------------------- | -------- | -------------------- | ----- | ----- | ----- | ----- | ----- | ----- | --------- |
| 15.08 | 20:00 | Italia               | –        | Rumanía              | 3 – 0 | 25-19 | 25-19 | 25-19 | –     | –     | 75 – 53   |
| 16.08 | 18:00 | Suiza                | –        | Bosnia y Herzegovina | 2 – 3 | 25-16 | 15-25 | 25-23 | 17-25 | 15-17 | 97 – 106  |
| 16.08 | 21:00 | Bulgaria             | –        | Croacia              | 3 – 1 | 23-25 | 25-23 | 25-20 | 25-18 | –     | 98 – 86   |
| 17.08 | 18:00 | Bosnia y Herzegovina | –        | Bulgaria             | 1 – 3 | 20-25 | 19-25 | 25-19 | 18-25 | –     | 82 – 94   |
| 17.08 | 21:00 | Rumanía              | –        | Croacia              | 3 – 1 | 25-22 | 25-21 | 23-25 | 25-19 | –     | 98 – 87   |
| 18.08 | 18:00 | Bosnia y Herzegovina | –        | Croacia              | 3 – 2 | 19-25 | 25-18 | 20-25 | 26-24 | 15-6  | 105 – 98  |
| 18.08 | 21:00 | Italia               | –        | Suiza                | 3 – 0 | 25-14 | 25-19 | 25-13 | –     | –     | 75 – 46   |
| 19.08 | 18:00 | Rumanía              | –        | Suiza                | 2 – 3 | 21-25 | 25-18 | 25-27 | 25-19 | 9-15  | 105 – 104 |
| 1908  | 21:00 | Bulgaria             | –        | Italia               | 0 – 3 | 16-25 | 17-25 | 13-25 | –     | –     | 46 – 75   |
| 21.08 | 18:00 | Bosnia y Herzegovina | –        | Rumanía              | 2 – 3 | 25-12 | 24-26 | 21-25 | 25-21 | 11-15 | 106 – 99  |
| 21.08 | 21:00 | Croacia              | –        | Suiza                | 1 – 3 | 19-25 | 25-16 | 22-25 | 24-26 | –     | 90 – 92   |
| 22.08 | 18:00 | Bulgaria             | –        | Rumanía              | 3 – 2 | 26-24 | 18-25 | 25-17 | 22-25 | 15-12 | 106 – 103 |
| 22.08 | 21:00 | Italia               | –        | Bosnia y Herzegovina | 3 – 0 | 25-21 | 25-17 | 25-19 | –     | –     | 75 – 57   |
| 23.08 | 18:00 | Suiza                | –        | Bulgaria             | 1 – 3 | 25-21 | 23-25 | 17-25 | 13-25 | –     | 78 – 96   |
| 23.08 | 21:00 | Italia               | –        | Croacia              | 3 – 0 | 25-23 | 25-19 | 25-17 | –     | –     | 75 – 59   |

- (¹) – El primero en Verona, los partidos del 16 al 19 de agosto en Monza y los restantes en Turín.

### Grupo C
| Equipo          | Partidos | Partidos | Partidos |      | Sets | Sets | Sets   | Puntos | Puntos | Puntos |
| Equipo          | PJ       | PG       | PP       | Pts. | SG   | SP   | Ratio  | PG     | PP     | Ratio  |
| --------------- | -------- | -------- | -------- | ---- | ---- | ---- | ------ | ------ | ------ | ------ |
| Turquía         | 5        | 5        | 0        | 15   | 15   | 1    | 15,000 | 402    | 304    | 1,322  |
| República Checa | 5        | 3        | 2        | 8    | 10   | 8    | 1,250  | 395    | 405    | 0,975  |
| Alemania        | 5        | 2        | 3        | 7    | 9    | 10   | 0,900  | 414    | 421    | 0,983  |
| Suecia          | 5        | 2        | 3        | 6    | 7    | 11   | 0,636  | 393    | 403    | 0,973  |
| Azerbaiyán      | 5        | 2        | 3        | 5    | 8    | 11   | 0,727  | 383    | 403    | 0,950  |
| Grecia          | 5        | 1        | 4        | 4    | 5    | 13   | 0,385  | 392    | 443    | 0,885  |

- Resultados

| Fecha | Hora  | Partido¹        | Partido¹ | Partido¹        | Res.  | Set 1 | Set 2 | Set 3 | Set 4 | Set 5 | Total     |
| ----- | ----- | --------------- | -------- | --------------- | ----- | ----- | ----- | ----- | ----- | ----- | --------- |
| 17.08 | 20:00 | Grecia          | –        | Alemania        | 0 – 3 | 19-25 | 21-25 | 27-29 | –     | –     | 67 – 79   |
| 18.08 | 17:00 | Turquía         | –        | Suecia          | 3 – 0 | 25-22 | 25-18 | 25-13 | –     | –     | 75 – 53   |
| 18.08 | 20:00 | Azerbaiyán      | –        | República Checa | 3 – 0 | 25-21 | 25-10 | 25-15 | –     | –     | 75 – 46   |
| 19.08 | 17:00 | Suecia          | –        | Grecia          | 1 – 3 | 23-25 | 25-19 | 25-27 | 22-25 | –     | 95 – 96   |
| 19.08 | 20:00 | Azerbaiyán      | –        | Alemania        | 1 – 3 | 13-25 | 22-25 | 25-12 | 14-25 | –     | 74 – 87   |
| 20.08 | 17:00 | Grecia          | –        | República Checa | 0 – 3 | 21-25 | 22-25 | 17-25 | –     | –     | 60 – 75   |
| 20.08 | 20:00 | Turquía         | –        | Azerbaiyán      | 3 –0  | 25-13 | 25-13 | 25-13 | –     | –     | 75 – 39   |
| 21.08 | 17:00 | República Checa | –        | Turquía         | 1 – 3 | 23-25 | 20-25 | 25-20 | 17-25 | –     | 85 – 95   |
| 21.08 | 20:00 | Alemania        | –        | Suecia          | 1 – 3 | 25-13 | 16-25 | 18-25 | 18-25 | –     | 77 – 88   |
| 22.08 | 17:00 | Azerbaiyán      | –        | Grecia          | 3 – 2 | 22-25 | 25-19 | 27-29 | 25-18 | 15-12 | 114 – 103 |
| 22.08 | 20:00 | Alemania        | –        | República Checa | 2 – 3 | 25-22 | 25-23 | 24-26 | 20-25 | 16-18 | 110 – 114 |
| 23.08 | 17:00 | Grecia          | –        | Turquía         | 0 – 3 | 24-26 | 16-25 | 26-28 | –     | –     | 66 – 79   |
| 23.08 | 20:00 | Suecia          | –        | Azerbaiyán      | 3 – 1 | 25-17 | 17-25 | 25-21 | 25-18 | –     | 92 – 81   |
| 24.08 | 17:00 | República Checa | –        | Suecia          | 3 – 0 | 25-23 | 25-20 | 25-22 | –     | –     | 75 – 65   |
| 24.08 | 20:00 | Turquía         | –        | Alemania        | 3 – 0 | 25-15 | 25-20 | 28-26 | –     | –     | 78 – 61   |

- (¹) – Todos en Düsseldorf.

### Grupo D
| Equipo       | Partidos | Partidos | Partidos |      | Sets | Sets | Sets   | Puntos | Puntos | Puntos |
| Equipo       | PJ       | PG       | PP       | Pts. | SG   | SP   | Ratio  | PG     | PP     | Ratio  |
| ------------ | -------- | -------- | -------- | ---- | ---- | ---- | ------ | ------ | ------ | ------ |
| Países Bajos | 5        | 5        | 0        | 15   | 15   | 1    | 15,000 | 401    | 326    | 1,230  |
| Francia      | 5        | 4        | 1        | 11   | 13   | 5    | 2,600  | 432    | 352    | 1,227  |
| Eslovaquia   | 5        | 3        | 2        | 9    | 9    | 7    | 1,286  | 361    | 346    | 1,043  |
| España       | 5        | 2        | 3        | 7    | 8    | 11   | 0,727  | 410    | 435    | 0,942  |
| Finlandia    | 5        | 1        | 4        | 2    | 4    | 14   | 0,286  | 373    | 429    | 0,869  |
| Estonia      | 5        | 0        | 5        | 1    | 4    | 15   | 0,267  | 363    | 452    | 0,803  |

- Resultados

| Fecha | Hora  | Partido¹     | Partido¹ | Partido¹     | Res.  | Set 1 | Set 2 | Set 3 | Set 4 | Set 5 | Total     |
| ----- | ----- | ------------ | -------- | ------------ | ----- | ----- | ----- | ----- | ----- | ----- | --------- |
| 16.08 | 20:00 | Estonia      | –        | Francia      | 0 – 3 | 8-25  | 19-25 | 21-25 | –     | –     | 48 – 75   |
| 17.08 | 17:00 | Finlandia    | –        | Eslovaquia   | 0 – 3 | 20-25 | 23-25 | 16-25 | –     | –     | 75 – 59   |
| 17.08 | 20:00 | Países Bajos | –        | España       | 3 – 0 | 25-23 | 25-19 | 25-21 | –     | –     | 75 – 63   |
| 18.08 | 17:00 | Eslovaquia   | –        | Países Bajos | 0 – 3 | 20-25 | 19-25 | 19-25 | –     | –     | 58 – 75   |
| 18.08 | 20:00 | Francia      | –        | España       | 3 – 2 | 22-25 | 25-18 | 23-25 | 25-17 | 15-10 | 110 – 95  |
| 19.08 | 16:00 | Eslovaquia   | –        | España       | 3 – 0 | 25-17 | 26-24 | 25-19 | –     | –     | 76 – 60   |
| 19.08 | 19:00 | Estonia      | –        | Finlandia    | 2 – 3 | 25-21 | 20-25 | 25-23 | 20-25 | 13-15 | 103 – 109 |
| 20.08 | 16:00 | Francia      | –        | Finlandia    | 3 – 0 | 25-22 | 25-22 | 25-14 | –     | –     | 75 – 58   |
| 20.08 | 19:00 | Países Bajos | –        | Estonia      | 3 – 0 | 25-8  | 27-25 | 25-19 | –     | –     | 75 – 52   |
| 21.08 | 17:00 | Francia      | –        | Eslovaquia   | 3 – 0 | 25-21 | 25-19 | 25-12 | –     | –     | 75 – 52   |
| 21.08 | 20:00 | España       | –        | Finlandia    | 3 – 1 | 25-17 | 24-26 | 26-24 | 26-24 | –     | 101 – 91  |
| 22.08 | 17:00 | Países Bajos | –        | Francia      | 3 – 1 | 25-23 | 27-25 | 21-25 | 26-24 | –     | 99 – 97   |
| 22.08 | 20:00 | Estonia      | –        | Eslovaquia   | 1 – 3 | 26-24 | 24-26 | 9-25  | 18-25 | –     | 77 – 100  |
| 23.08 | 17:00 | Finlandia    | –        | Países Bajos | 0 – 3 | 18-25 | 21-25 | 17-25 | –     | –     | 56 – 75   |
| 23.08 | 20:00 | Estonia      | –        | España       | 1 – 3 | 25-16 | 21-25 | 20-25 | 17-25 | –     | 83 – 91   |

- (¹) – Todos en Tallin.

## Fase final
- Todos los partidos en la hora local de Bélgica e Italia (UTC+2).

|  | Octavos de final | Octavos de final |                 |              | Cuartos de final  | Cuartos de final  |  |         | Semifinales     | Semifinales     |              |              | Final           | Final           |  |
|  | 26-28 de agosto  | 26-28 de agosto  |                 |              | 29 y 30 de agosto | 29 y 30 de agosto |  |         | 1 de septiembre | 1 de septiembre |              |              | 3 de septiembre | 3 de septiembre |  |
|  |                  |                  |                 |              |                   |                   |  |         |                 |                 |              |              |                 |                 |  |
|  |                  |                  |                 |              |                   |                   |  |         |                 |                 |              |              |                 |                 |  |
|  | Serbia           | 3                |                 |              |                   |                   |  |         |                 |                 |              |              |                 |                 |  |
|  | Serbia           | 3                |                 |              |                   |                   |  |         |                 |                 |              |              |                 |                 |  |
|  | Suecia           | 0                |                 |              |                   |                   |  |         |                 |                 |              |              |                 |                 |  |
|  | Suecia           | 0                |                 | Serbia       | 3                 |                   |  |         |                 |                 |              |              |                 |                 |  |
|  |                  |                  |                 | Serbia       | 3                 |                   |  |         |                 |                 |              |              |                 |                 |  |
|  |                  |                  | República Checa | 1            |                   |                   |  |         |                 |                 |              |              |                 |                 |  |
|  | República Checa  | 3                | República Checa | 1            |                   |                   |  |         |                 |                 |              |              |                 |                 |  |
|  | República Checa  | 3                |                 |              |                   |                   |  |         |                 |                 |              |              |                 |                 |  |
|  | Ucrania          | 2                |                 |              |                   |                   |  |         |                 |                 |              |              |                 |                 |  |
|  | Ucrania          | 2                |                 |              |                   |                   |  | Serbia  | 3               |                 |              |              |                 |                 |  |
|  |                  |                  |                 |              |                   |                   |  | Serbia  | 3               |                 |              |              |                 |                 |  |
|  |                  |                  | Países Bajos    | 1            |                   |                   |  |         |                 |                 |              |              |                 |                 |  |
|  | Países Bajos     | 3                | Países Bajos    | 1            |                   |                   |  |         |                 |                 |              |              |                 |                 |  |
|  | Países Bajos     | 3                |                 |              |                   |                   |  |         |                 |                 |              |              |                 |                 |  |
|  | Suiza            | 0                |                 |              |                   |                   |  |         |                 |                 |              |              |                 |                 |  |
|  | Suiza            | 0                |                 | Países Bajos | 3                 |                   |  |         |                 |                 |              |              |                 |                 |  |
|  |                  |                  |                 | Países Bajos | 3                 |                   |  |         |                 |                 |              |              |                 |                 |  |
|  |                  |                  | Bulgaria        | 0            |                   |                   |  |         |                 |                 |              |              |                 |                 |  |
|  | Bulgaria         | 3                | Bulgaria        | 0            |                   |                   |  |         |                 |                 |              |              |                 |                 |  |
|  | Bulgaria         | 3                |                 |              |                   |                   |  |         |                 |                 |              |              |                 |                 |  |
|  | Eslovaquia       | 2                |                 |              |                   |                   |  |         |                 |                 |              |              |                 |                 |  |
|  | Eslovaquia       | 2                |                 |              |                   |                   |  |         |                 |                 |              | Serbia       | 2               |                 |  |
|  |                  |                  |                 |              |                   |                   |  |         |                 |                 |              | Serbia       | 2               |                 |  |
|  |                  |                  | Turquía         | 3            |                   |                   |  |         |                 |                 |              |              |                 |                 |  |
|  | Turquía          | 3                | Turquía         | 3            |                   |                   |  |         |                 |                 |              |              |                 |                 |  |
|  | Turquía          | 3                |                 |              |                   |                   |  |         |                 |                 |              |              |                 |                 |  |
|  | Bélgica          | 1                |                 |              |                   |                   |  |         |                 |                 |              |              |                 |                 |  |
|  | Bélgica          | 1                |                 | Turquía      | 3                 |                   |  |         |                 |                 |              |              |                 |                 |  |
|  |                  |                  |                 | Turquía      | 3                 |                   |  |         |                 |                 |              |              |                 |                 |  |
|  |                  |                  | Polonia         | 0            |                   |                   |  |         |                 |                 |              |              |                 |                 |  |
|  | Polonia          | 3                | Polonia         | 0            |                   |                   |  |         |                 |                 |              |              |                 |                 |  |
|  | Polonia          | 3                |                 |              |                   |                   |  |         |                 |                 |              |              |                 |                 |  |
|  | Alemania         | 0                |                 |              |                   |                   |  |         |                 |                 |              |              |                 |                 |  |
|  | Alemania         | 0                |                 |              |                   |                   |  | Turquía | 3               |                 |              |              |                 |                 |  |
|  |                  |                  |                 |              |                   |                   |  | Turquía | 3               |                 |              |              |                 |                 |  |
|  |                  |                  | Italia          | 2            |                   |                   |  |         |                 |                 |              |              |                 |                 |  |
|  | Italia           | 3                | Italia          | 2            |                   |                   |  |         |                 |                 |              |              |                 |                 |  |
|  | Italia           | 3                |                 |              |                   |                   |  |         |                 |                 |              |              |                 |                 |  |
|  | España           | 0                |                 |              |                   |                   |  |         |                 |                 |              |              |                 |                 |  |
|  | España           | 0                |                 | Italia       | 3                 |                   |  |         |                 |                 |              | Tercer lugar | Tercer lugar    |                 |  |
|  |                  |                  |                 | Italia       | 3                 |                   |  |         |                 |                 |              | Tercer lugar | Tercer lugar    |                 |  |
|  |                  |                  | Francia         | 0            |                   |                   |  |         |                 |                 |              |              |                 |                 |  |
|  | Francia          | 3                | Francia         | 0            |                   |                   |  |         |                 |                 | Países Bajos | 3            |                 |                 |  |
|  | Francia          | 3                |                 |              |                   |                   |  |         |                 |                 | Países Bajos | 3            |                 |                 |  |
|  | Rumanía          | 1                |                 |              |                   |                   |  |         |                 |                 |              |              | Italia          | 0               |  |
|  | Rumanía          | 1                |                 |              |                   |                   |  |         |                 |                 |              |              | Italia          | 0               |  |
|  |                  |                  |                 |              |                   |                   |  |         |                 |                 |              |              |                 |                 |  |

### Octavos de final
| Fecha | Hora  | Partido¹        | Partido¹ | Partido¹   | Res.  | Set 1 | Set 2 | Set 3 | Set 4 | Set 5 | Total    |
| ----- | ----- | --------------- | -------- | ---------- | ----- | ----- | ----- | ----- | ----- | ----- | -------- |
| 26.08 | 18:00 | Francia         | –        | Rumanía    | 3 – 1 | 25-23 | 25-16 | 21-25 | 25-23 | –     | 96 – 87  |
| 26.08 | 21:00 | Italia          | –        | España     | 3 – 0 | 25-23 | 25-22 | 25-19 | –     | –     | 75 – 64  |
| 27.08 | 18:00 | Países Bajos    | –        | Suiza      | 3 – 0 | 25-17 | 25-19 | 25-12 | –     | –     | 75 – 48  |
| 27.08 | 21:00 | Bulgaria        | –        | Eslovaquia | 3 – 2 | 16-25 | 17-25 | 25-19 | 25-20 | 15-9  | 98 – 98  |
| 27.08 | 17:00 | Turquía         | –        | Bélgica    | 3 – 1 | 25-22 | 16-25 | 25-15 | 32-30 | –     | 98 – 92  |
| 27.08 | 20:00 | Polonia         | –        | Alemania   | 3 – 0 | 25-22 | 25-20 | 26-24 | –     | –     | 76 – 66  |
| 28.08 | 17:00 | Serbia          | –        | Suecia     | 3 – 0 | 25-17 | 25-13 | 25-16 | –     | –     | 75 – 46  |
| 28.08 | 20:00 | República Checa | –        | Ucrania    | 3 – 2 | 25-22 | 25-22 | 20-25 | 10-25 | 15-12 | 95 – 106 |

- (¹) – Los primeros cuatro en Florencia, el resto en Bruselas.

### Cuartos de final
| Fecha | Hora  | Partido¹     | Partido¹ | Partido¹        | Res.  | Set 1 | Set 2 | Set 3 | Set 4 | Set 5 | Total   |
| ----- | ----- | ------------ | -------- | --------------- | ----- | ----- | ----- | ----- | ----- | ----- | ------- |
| 29.08 | 18.00 | Países Bajos | –        | Bulgaria        | 3 – 0 | 25-11 | 25-13 | 25-19 | –     | –     | 75 – 43 |
| 29.08 | 21:00 | Italia       | –        | Francia         | 3 – 0 | 25-14 | 29-27 | 25-13 | –     | –     | 79 – 54 |
| 30.08 | 17:00 | Turquía      | –        | Polonia         | 3 – 0 | 25-23 | 25-22 | 25-18 | –     | –     | 75 – 63 |
| 30.08 | 20:00 | Serbia       | –        | República Checa | 3 – 1 | 24-26 | 25-17 | 25-11 | 25-14 | –     | 99 – 68 |

- (¹) – Los dos primeros en Florencia, los otros dos en Bruselas.

### Semifinales
| Fecha | Hora  | Partido¹ | Partido¹ | Partido¹     | Res.  | Set 1 | Set 2 | Set 3 | Set 4 | Set 5 | Total    |
| ----- | ----- | -------- | -------- | ------------ | ----- | ----- | ----- | ----- | ----- | ----- | -------- |
| 01.09 | 17:00 | Turquía  | –        | Italia       | 3 – 2 | 18-25 | 25-23 | 15-25 | 25-22 | 15-6  | 98 – 101 |
| 01.09 | 20:30 | Serbia   | –        | Países Bajos | 3 – 1 | 25-21 | 15-25 | 25-22 | 25-21 | –     | 90 – 89  |

- (¹) – Ambos en Bruselas.

### Tercer lugar
| Fecha | Hora  | Partido¹     | Partido¹ | Partido¹ | Res.  | Set 1 | Set 2 | Set 3 | Set 4 | Set 5 | Total   |
| ----- | ----- | ------------ | -------- | -------- | ----- | ----- | ----- | ----- | ----- | ----- | ------- |
| 03.09 | 16:30 | Países Bajos | –        | Italia   | 3 – 0 | 25-23 | 28-26 | 25-20 | –     | –     | 78 – 69 |

- (¹) – En Bruselas.

### Final
| Fecha | Hora  | Partido¹ | Partido¹ | Partido¹ | Res.  | Set 1 | Set 2 | Set 3 | Set 4 | Set 5 | Total     |
| ----- | ----- | -------- | -------- | -------- | ----- | ----- | ----- | ----- | ----- | ----- | --------- |
| 03.09 | 20:00 | Serbia   | –        | Turquía  | 2 – 3 | 27-25 | 21-25 | 25-22 | 22-25 | 13-15 | 108 – 112 |

- (¹) – En Bruselas.

## Medallero
| Turquía | Serbia | Países Bajos |
| Kübra Akman İlkin Aydın Ayça Aykaç Hande Baladın Derya Cebecioğlu Eda Erdem Dündar Zehra Güneş Aslı Kalaç Ebrar Karakurt Gizem Örge Cansu Özbay Elif Şahin Simge Şebnem Aköz Melissa Vargas | Maja Aleksić Ana Bjelica Tijana Bošković Bianka Buša Bojana Drča Aleksandra Jegdić Hena Kurtagić Katarina Lazović Sara Lozo Maja Ognjenović Mina Popović Teodora Pušić Jovana Stevanović Aleksandra Uzelac | Sarah van Aalen Indy Baijens Britt Bongaerts Nika Daalderop Elles Dambrink Laura Dijkema Hester Jasper Marrit Jasper Kirsten Knip Jolien Knollema Juliet Lohuis Celeste Plak Florien Reesink Eline Timmerman |
| Daniele Santarelli (seleccionador) | Giovanni Guidetti (seleccionador) | Felix Koslowski (seleccionador) |

## Estadísticas

### Clasificación general
| 1. Turquía CM            |
| 2. Serbia                |
| 3. Países Bajos CM       |
| 4. Italia CM             |
| 5. Polonia               |
| 6. Francia               |
| 7. Bulgaria              |
| 8. República Checa       |
| 9. Ucrania               |
| 10. Eslovaquia           |
| 11. Rumanía              |
| 12. Alemania             |
| 13. España               |
| 14. Suiza                |
| 15. Bélgica              |
| 16. Suecia               |
| 17. Azerbaiyán           |
| 18. Bosnia y Herzegovina |
| 19. Eslovenia            |
| 20. Finlandia            |
| 21. Grecia               |
| 22. Croacia              |
| 23. Estonia              |
| 24. Hungría              |

### Máximas anotadoras
| Núm. | Nombre                  | Selección    | Puntos | Partidos jugados |
| ---- | ----------------------- | ------------ | ------ | ---------------- |
| 1    | Tijana Bošković         | Serbia       | 229    | 9                |
| 2    | Melissa Vargas          | Turquía      | 201    | 9                |
| 3    | Isabelle Haak           | Suecia       | 151    | 6                |
| 4    | Magdalena Stysiak       | Polonia      | 137    | 7                |
| 5    | Radostina Marinova      | Bulgaria     | 124    | 7                |
| 5    | Ebrar Karakurt          | Turquía      | 124    | 8                |
| 7    | Lucille Gicquel         | Francia      | 114    | 7                |
| 8    | Adelina Budai-Ungureanu | Rumanía      | 112    | 6                |
| 9    | Nika Daalderop          | Países Bajos | 110    | 7                |
| 9    | Elizabet Lenke Inneh    | Rumanía      | 110    | 6                |

Fuente: 